# توماس أو. بالز جونيور
توماس أو. بالز جونيور (بالإنجليزية: Thomas O. Bales Jr.)‏ هو شخصية أعمال أمريكي، ولد في 1948 في هونولولو في الولايات المتحدة.